# Hiritum
Hiritum o Iritum (Hi-ri-t[um...]; en acadio: foso) fue un asentamiento mesopotámico junto al canal sumerio Irnina, entre el Tigris y el Éufrates, que se une al canal Zubi. Se sabe que gozó de independencia hasta comenzar el II milenio a.C.

## Guerra entre Elam y Mesopotamia
Se menciona a colación de las luchas de poder entre Elam, que se había apoderado de la Alta Mesopotamia, y las regiones de Sumer o Baja Mesopotamia, en tiempos del rey babilonio Hammurabi; entonces se sabe que el sukkal elamita (título de soberano) invadió Hiritum durante un breve período, hasta que una coalición entre las ciudades de Mari, Babilonia y Ešnunna obligó a la retirada. Al hablar de la Batalla de Hiritum (1764 a. C.), que fue realmente un asedio, aparece la ciudadela como un punto neurálgico de la guerra de Elam por Ešnunna. En los mensajes que se conservan de la guerra se habla de Hiritum indistintamente como fortaleza y población.
Esta guerra, a su vez, enmarca junto al conflicto entre Babilonia y Larsa la unión temporal de toda la Baja Mesopotamia bajo el Primer Imperio Babilónico o Imperio Paleobabilónico.